# サン・ピエール・ディゾンツォ
サン・ピエール・ディゾンツォ（伊: San Pier d'Isonzo）は、イタリア共和国フリウリ＝ヴェネツィア・ジュリア州ゴリツィア県にある、人口約2,000人の基礎自治体（コムーネ）。

## 地理

### 位置・広がり
ゴリツィア県中部、ビシアカリア地方 (it:Bisiacaria) に所在するコムーネである。サン・ピエール・ディゾンツォの街は、モンファルコーネの北西約8km、県都ゴリツィアの南西約16km、ウーディネの南東約30kmに位置する
。
イゾンツォ川下流左岸（東岸）に位置し、古来より戦略的に重要な渡河点であった。
コムーネの南部はフリウリ＝ヴェネツィア・ジュリア空港の敷地となっている。

#### 隣接コムーネ
隣接コムーネは以下の通り。括弧内のUDはウーディネ県所属を示す。
- フォリアーノ・レディプーリア - 北東
- ロンキ・デイ・レジョナーリ - 南東
- サン・カンツィアン・ディゾンツォ - 南
- トゥッリアーコ - 南西
- ルーダ (UD) - 西
- ヴィッレッセ - 北西

### 気候分類・地震分類
サン・ピエール・ディゾンツォにおけるイタリアの気候分類 (it) および度日は、zona E, 2268 GGである。
また、イタリアの地震リスク階級 (it) では、zona 3 (sismicità bassa) に分類される。

### 主要な集落
サン・ピエールの本村はコムーネ北東部に位置し、西部にカッセリアノ（Cassegliano）、南東部にサンザヌト（San Zanut）の分離集落がそれぞれ位置する。

## 歴史
この地の人々の暮らしは古代にさかのぼると考えられている。地名は Pieve を示す名であったものが、のちに聖ペトロに捧げられたものである。
古代から中世にかけて、アクイレイアの総大司教領に属した。一時期ヴェネツィア共和国の占領下に置かれたが、1257年にアクイレイアが奪回している。

## 社会

### 人口

#### 居住地区別人口
国立統計研究所（ISTAT）は居住地区（Località abitata）別の人口として以下を掲げている。統計は2001年時点。
| 地区名                 | 標高  | 人口  | 備考 |
| ---------------------- | ----- | ----- | ---- |
| SAN PIER D'ISONZO      | 12/45 | 1,892 |      |
| CASSEGLIANO-BASEGLIANO | 15    | 281   |      |
| SAN PIER D'ISONZO *    | 18    | 1,487 |      |
| Boseano                | 12    | 22    |      |
| San Zanut              | 14    | 45    |      |
| Case Sparse            | -     | 57    |      |

ISTATは人口統計上、家屋密度の高い centro abitato （居住の中心地区）、密度の低い nucleo abitato （居住の核となる地区）、まとまった居住地区を形成していない case sparse （散在家屋）の区分を用いている。上の表で地名がすべて大文字で示されているものが centro abitato である。「*」印が付されているのは、コムーネの役場・役所 la casa comunale の置かれている地区である。

## 交通

### 道路
高速道路
- A4  (it:Autostrada A4 (Italia))